# Castell de Rabati
El castell de Rabati (en georgià: რაბათის ციხე) és una fortalesa que data del segle ix, completament reconstruïda sota l'Imperi Otomà als segles xvi i xvii. Es troba al sud de Geòrgia, a la ciutat d'Akhaltsikhe, a la històrica regió de Meskhètia.

## Història

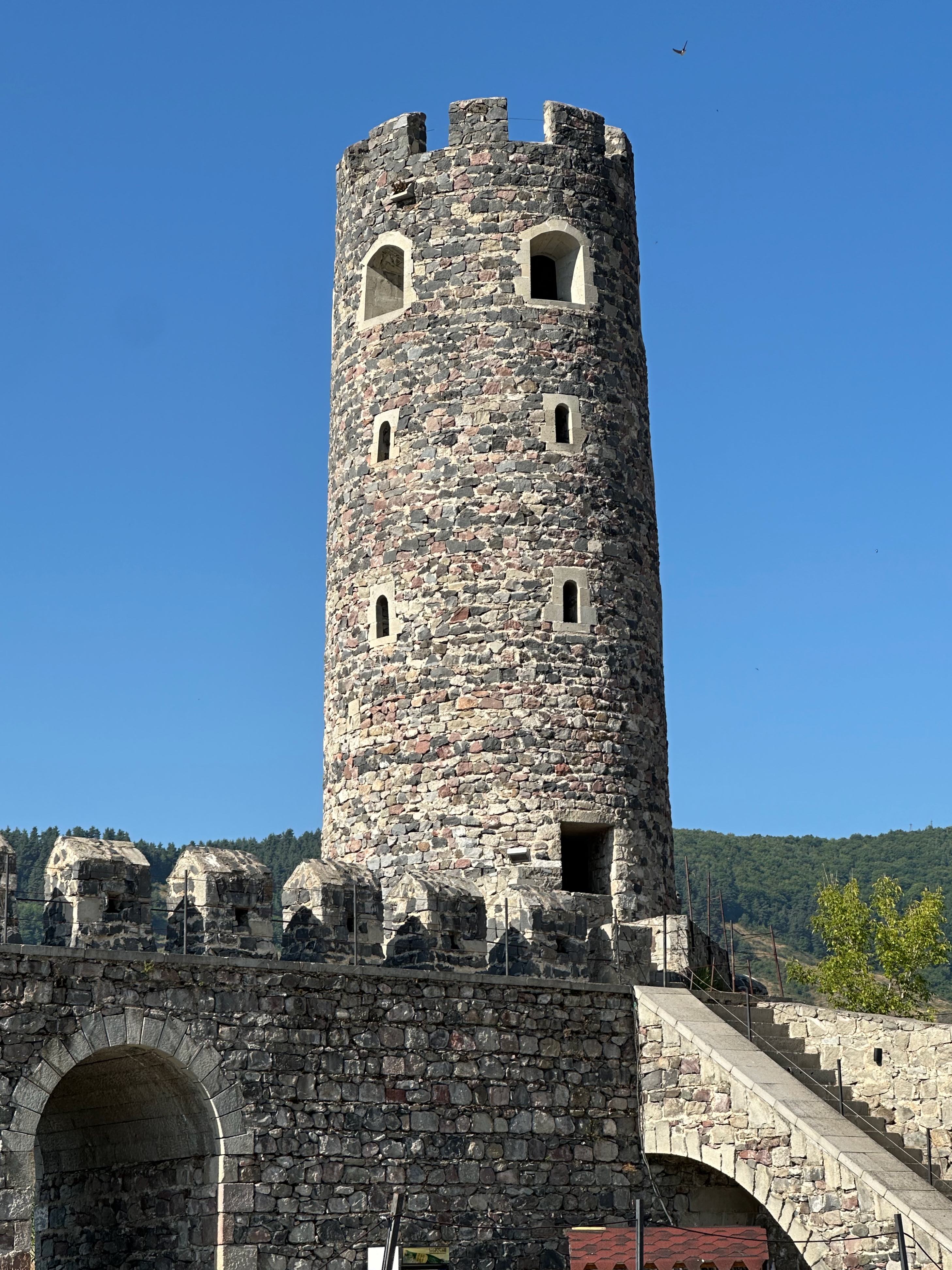
Torre

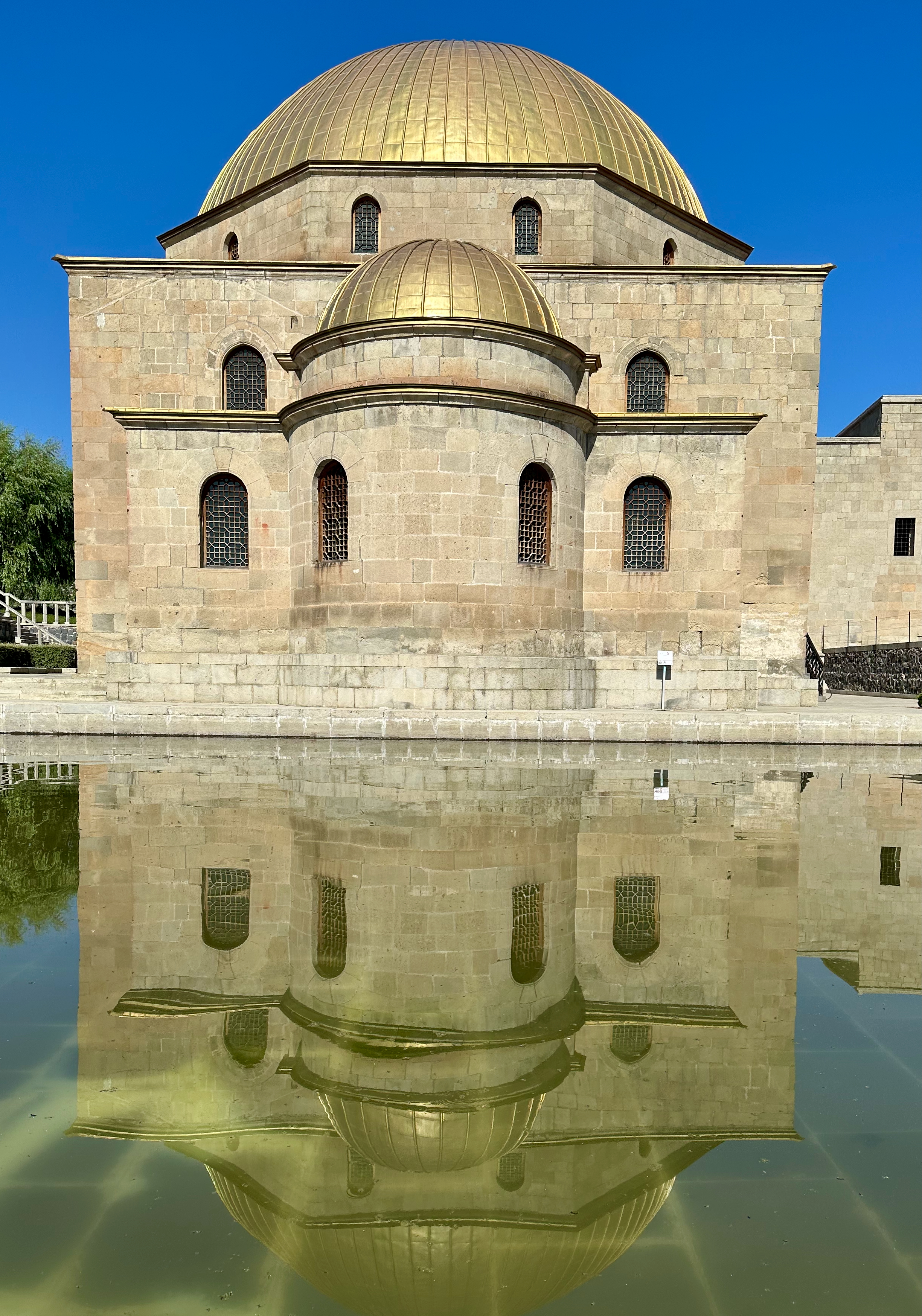
Mesquita

La fortalesa turca va ser construïda per primera vegada pels prínceps de Meskhètia, de la dinastia Jakeli, que es van convertir a l'islam a començaments dels segles xvi i xviii. La ciutat d'Akhaltsikhe, aleshores anomenada Lomsia, va ser presa per les tropes otomanes el 1578, es va convertir mig segle més tard en el centre de l'eyalat de Cildir. L'historiador militar rus Vasily Alexandrovich Potto, en el IV volum del seu llibre La guerra del Caucas, dedicat a la Guerra russoturca (1828-1829), descriu la fortalesa d'Akhaltsikhe de la manera següent:«De fet, la fortalesa d'Akhaltsikhe consta de dues parts: d'un costat, roca nua i escarpada, envoltada per una muralla de pedra que constitueix una ciutadella; per l'altre, una mica més avall, l'anomenada fortalesa superior, construïda al costat d'un penya-segat i envoltada per una doble muralla flanquejada per torres. Quaranta canons defensaven aquestes muralles, tan estretes que durant segles l'artilleria de camp no va poder reduir l'edifici. La fortalesa alberga tots els edificis governamentals, la residència del Pasha, la mesquita principal d'Akhaltsikhe, on es troba una de les biblioteques més riques de l'Orient musulmà. Es pot assenyalar també que únicament els musulmans tenen dret a residir en el recinte, que protegeix la fortalesa de qualsevol traïció per part de poblacions estrangeres».

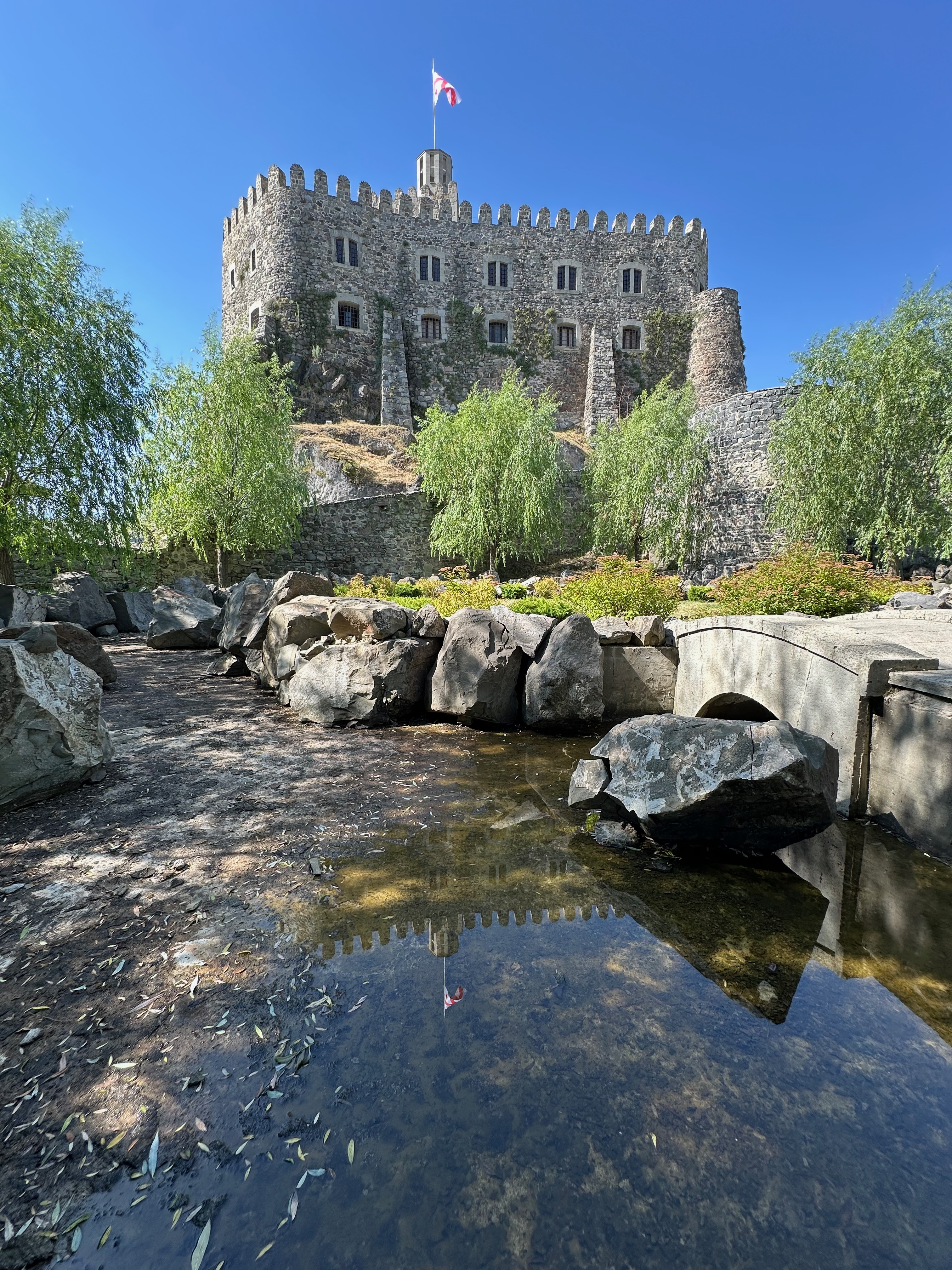
Vista general

Durant la guerra entre els dos imperis, rus i otomà, el 1828, les muralles d'Akhaltsikhe van ser objecte d'una important batalla entre les tropes russes del general Ivan Paskévitx (9.000 soldats) i l'exèrcit turc sota el comandament general de Kios-Mahomet-Pasha (30.000 soldats). Els turcs, derrotats, es van retirar. La fortalesa va ser ocupada per l'exèrcit rus.
Al febrer de 1829, els soldats turcs van tornar a la càrrega i van tractar de recuperar la fortalesa. La defensa d'Akhaltsikhe pel general Nikolai Muravyov-Karski va durar del 20 de febrer al 4 de març de 1829. Després de repel·lir un primer assalt, la guarnició va resistir una dotzena de dies, temps suficient per permetre que els reforços es reunissin amb els assetjats i aconseguissin la derrota de les tropes turques.

## Restauració

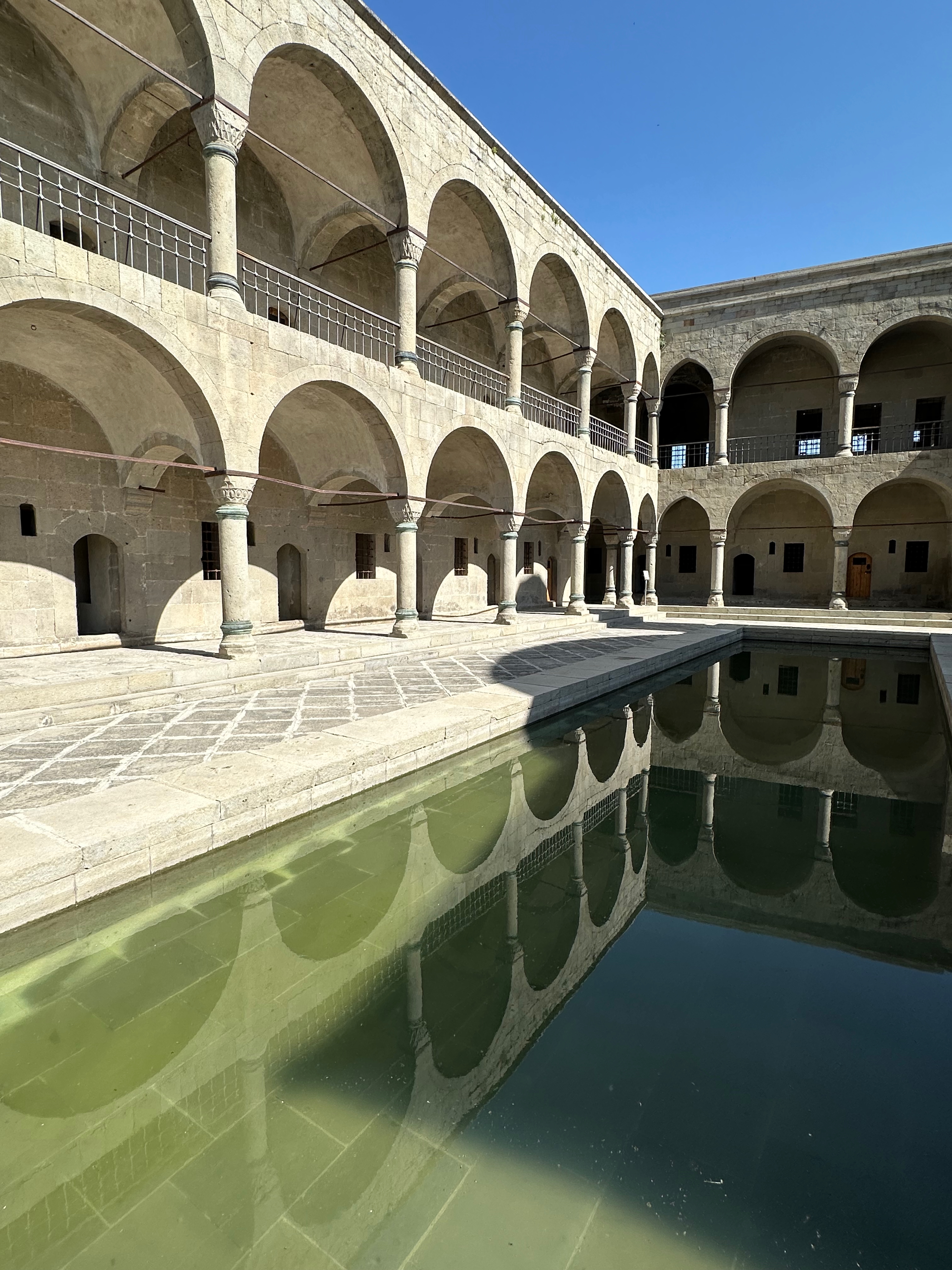
Pati

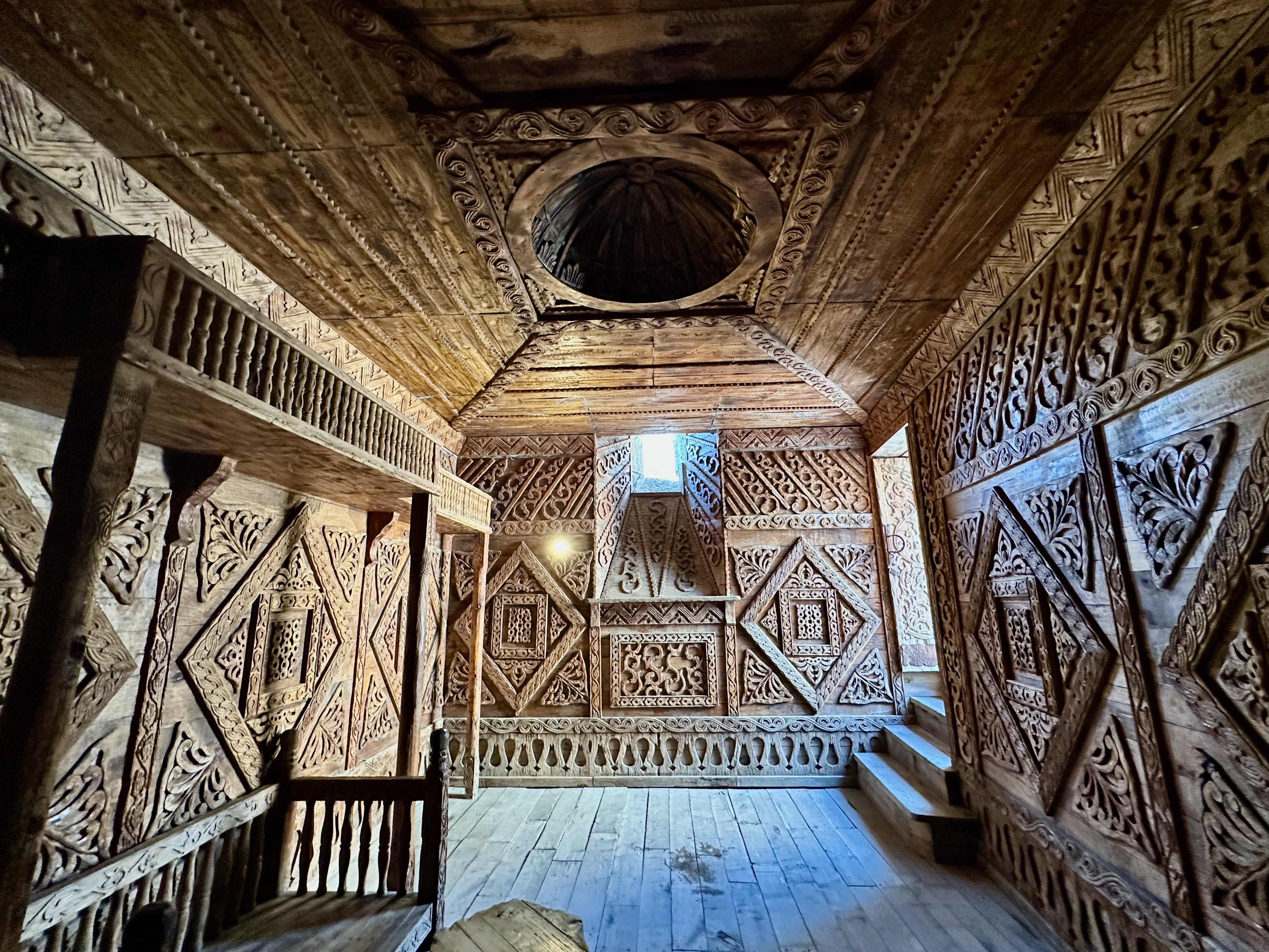
Sala de reunions

El maig de 2011 van començar els treballs de restauració del castell de Rabati, així com en molts edificis en ruïnes des de temps immemorials. Per a aquest propòsit, el govern georgià va assignar 34 milions en lari del pressupost estatal. Les obres es referien a la mesquita Akhmedie, el minaret de la mesquita, la madrassa, el castell Jakéli, els banys públics, la ciutadella, els murs de la fortalesa i l'església ortodoxa. També es va restaurar el túnel que condueix al riu Potskhovi. Es fan obres viàries, renovant dos carrers principals de la fortalesa; es va arreglar una carretera. Es van restaurar les façanes i els sostres dels edificis.
El 16 d'agost de 2012, dia de la cerimònia d'inauguració de la fortalesa renovada, el president de Geòrgia, Mikheil Saakashvili, va dir que el lloc de Rabati podrà acollir fins a 100.000 turistes a l'any. Les dades registrades pel municipi d'Akhaltsikhé mostren que entre 1.500 i 2.000 turistes visiten el castell de Rabati cada dia, inclosos els turistes estrangers.